# OGLE-TR-122

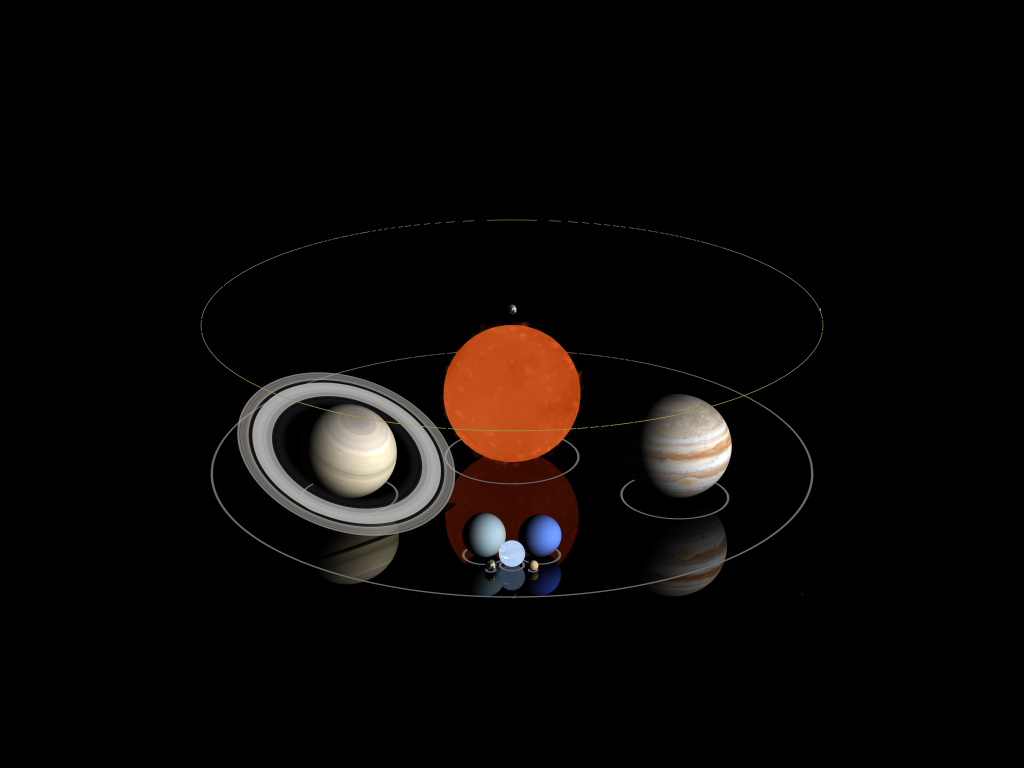
지구-달 궤도, 토성, OGLE-TR-122b, 목성의 크기를 비교한 것.

OGLE-TR-122는 태양과 비슷한 주성과, 항성 질량의 하한선 근처에 있는 작은 반성으로 이루어진 쌍성계이다. 이 항성계는 OGLE 연구 중 작은 쪽이 큰 별을 가리는 현상을 통해 발견되었다. 두 구성원의 공전 주기는 7.3일이다. 이 항성계의 주성은 태양과 비슷할 것으로 생각된다.
반성 OGLE-TR-122b의 반경은 태양의 12퍼센트로 이는 목성보다 약 20퍼센트 정도 더 큰 수치이며, 질량은 태양의 9퍼센트(또는 목성의 약 95배 정도)이다. 여기서 이 별의 밀도가 태양의 50배에 달하는 것을 알 수 있다. OGLE-TR-122b의 질량은 항성이 지닐 수 있는 가장 작은 질량인, 태양의 7 ~ 8퍼센트 수준(이 질량이 넘어가야 핵융합 작용이 시작된다)에 근접해 있다. OGLE-TR-122b가 주성 앞을 지나가면서 가리는 현상이 관측되었기 때문에, b는 목성 크기 정도의 별이 실제로 존재함을 입증하는 첫 번째 사례가 되었다.